# Wade Grant
Pour les articles homonymes, voir Grant.
Howard Wade Grant (halkomelem : caləχʷəlenəxʷ, chinois : 志堅,) est un homme politique musqueam et canadien en Colombie-Britannique.
Il est député de la circonscription fédérale britanno-colombienne de Vancouver Quadra à la Chambre des communes depuis 2025 sous la bannière du Parti libéral du Canada.

## Biographie

### Éducation
Grant étudie la science politique à l'université de la Colombie-Britannique où il gradue avec un Bachelor of Arts en 2022,,.

### Carrière politique
Il entame un carrière publique en servant comme conseiller municipal du conseil de Musquaem de 2004 à 2014. Il siège également au conseil d'administration de la Police de Vancouver de 2010 à 2014,, ainsi que conseille spécial pour les questions autochtones auprès de la première ministre britanno-colombienne Christy Clark de 2014 à 2017,. Il tente sans succès d'être élu conseiller indépendant au conseil municipal de Vancouver lors de l'élection municipale de 2018 (en),.
Depuis 2019, Grant sert à l'office des Affaires intergouvernementales du conseil de Musquaem et est élu au Conseil de la Santé des Premières Nations en juin de la même année,. Il sert en tant que président de ce conseil à partir de 2021. Il sert également comme président de New Relationship Trust, un organisme sans but lucratif dédiée aux renforcements des capacités des membres de Premières Nations,.

### Famille
Sa mère, Wendy Grant-John (en) (halkomelem : taχʷtəna:t) et son grand-père maternal, Willard Sparrow (halkomelem : θəliχʷəltən), servent tout deux comme chef du Conseil de bande de Musqueam,,,. Son père, Hoard Grant (洪文興),, est un directeur exécutif de First Nations Summit (en). Ses grands-parents paternels sont Hong Tim Hing (洪添慶), un immigrant chinois arrivé au Canada en 1920, et Agnes Grant, une femme Musqueam,.
Wayne Sparrow (halkomelem : yəχʷyaχʷələq,) et l'ainé Larry Grant (en) sont les oncles de Grant,,.